# جيف لوك (لاعب كرة قدم أمريكية)
جيف لوك (بالإنجليزية: Jeff Locke)‏ هو لاعب كرة قدم أمريكية أمريكي، ولد في 27 سبتمبر 1989 في فرانكفورت في ألمانيا.

## وصلات خارجية
- جيف لوك على موقع مرجع كرة القدم المحترفة.كوم (الإنجليزية)